# Xã Howard, Quận Miner, South Dakota
Xã Howard (tiếng Anh: Howard Township) là một xã thuộc quận Miner, tiểu bang Nam Dakota, Hoa Kỳ. Năm 2010, dân số của xã này là 140 người.